# Quatrième circonscription de la Vendée
La quatrième circonscription de la Vendée est une division électorale française du département de la Vendée pour les élections législatives.
Véronique Besse, siégeant chez les non-inscrits, a été élue députée de cette circonscription à la suite des élections de 2022 puis élue de nouveau en 2024, après avoir occupé ce poste de 2005 à 2017.

## Histoire
La circonscription est créée par l’ordonnance du 13 octobre 1958 relative à l’élection des députés à l’Assemblée nationale. Elle regroupe à l’origine les communes des cantons des Essarts, Les Herbiers, Montaigu, Mortagne-sur-Sèvre, Palluau, Le Poiré-sur-Vie, Rocheservière et Saint-Fulgent.
Par la loi du 10 juillet 1985 modifiant le Code électoral et relative à l’élection des députés, la circonscription est supprimée afin de permettre une représentation proportionnelle par département dans le cadre des élections législatives de 1986.
Deux nouvelles lois, celle du 11 juillet 1986 relative à l’élection des députés et autorisant le gouvernement à délimiter par ordonnance les circonscriptions électorales et celle du 24 novembre 1986 relative à la délimitation des circonscriptions pour l’élection des députés, recréent la circonscription. À partir de ce découpage, elle comprend les communes des cantons des Herbiers, Montaigu, Mortagne-sur-Sèvre, Pouzauges et Saint-Fulgent,.
Comme les autres circonscriptions du département de la Vendée, elle n’est pas concernée par le découpage de circonscriptions législatives introduit par l’ordonnance du 29 juillet 2009 portant répartition des sièges et délimitation des circonscriptions pour l’élection des députés.
À la suite de la loi du 17 mai 2013 relative à l’élection des conseillers départementaux, des conseillers municipaux et des conseillers communautaires, et modifiant le calendrier électoral et du décret du 17 février 2014 portant délimitation des cantons dans le département de la Vendée,, le découpage des cantons ne correspond plus nécessairement aux limites des circonscriptions ; selon la décision dite « Hyest » du 21 mai 2014 du Conseil d’État, « aucun texte n’impose que les limites des cantons coïncident avec celles des arrondissements, ni avec celles d’autres circonscriptions électorales ou subdivisions administratives ». Depuis le 2 avril 2015, la circonscription recouvre donc l’intégralité des cantons de Montaigu et Mortagne-sur-Sèvre et partiellement celui des Herbiers.

Évolution du territoire de la quatrième circonscription depuis 1958
Découpage de 1986 (depuis 1988).
Découpage de 1958 (1958-1981).

## Composition
| Nom                       | Code Insee | Intercommunalité                                  | Superficie (km2) | Population (dernière pop. légale) | Densité (hab./km2) |
| ------------------------- | ---------- | ------------------------------------------------- | ---------------- | --------------------------------- | ------------------ |
| Bazoges-en-Paillers       | 85013      | CC du Pays-de-Saint-Fulgent-les-Essarts           | 11,45            | 1 361 (2015)                      | 119                |
| Beaurepaire               | 85017      | CC du Pays des Herbiers                           | 24,19            | 2 336 (2015)                      | 97                 |
| La Bernardière            | 85021      | Terres-de-Montaigu                                | 14,30            | 1 777 (2014)                      | 124                |
| La Boissière-de-Montaigu  | 85025      | CA Terres de Montaigu, communauté d'agglomération | 29,10            | 2 279 (2014)                      | 78                 |
| Boufféré                  | 85027      | Terres-de-Montaigu                                | 16,54            | 3 202 (2014)                      | 194                |
| Le Boupère                | 85031      | CC du Pays-de-Pouzauges                           | 43,48            | 3 108 (2015)                      | 71                 |
| Les Brouzils              | 85038      | CC du Pays-de-Saint-Fulgent-les-Essarts           | 41,25            | 2 779 (2015)                      | 67                 |
| La Bruffière              | 85039      | CA Terres de Montaigu, communauté d'agglomération | 40,42            | 3 873 (2014)                      | 96                 |
| Chambretaud               | 85048      | Pays-de-Mortagne                                  | 16,22            | 1 555 (2015)                      | 96                 |
| Chauché                   | 85064      | CC du Pays-de-Saint-Fulgent-les-Essarts           | 41,99            | 2 497 (2015)                      | 59                 |
| Chavagnes-en-Paillers     | 85065      | CC du Pays-de-Saint-Fulgent-les-Essarts           | 40,57            | 3 550 (2015)                      | 88                 |
| Chavagnes-les-Redoux      | 85066      | CC du Pays-de-Pouzauges                           | 13,34            | 832 (2015)                        | 62                 |
| La Copechagnière          | 85072      | CC du Pays-de-Saint-Fulgent-les-Essarts           | 9,68             | 976 (2015)                        | 101                |
| Cugand                    | 85076      | Terres-de-Montaigu                                | 13,47            | 3 386 (2014)                      | 251                |
| Les Epesses               | 85082      | CC du Pays des Herbiers                           | 31,29            | 2 812 (2015)                      | 90                 |
| La Gaubretière            | 85097      | CC du Pays-de-Mortagne                            | 30,33            | 3 032 (2015)                      | 100                |
| La Guyonnière             | 85107      | Terres-de-Montaigu                                | 23,18            | 2 738 (2014)                      | 118                |
| Les Herbiers              | 85109      | CC du Pays des Herbiers                           | 88,78            | 15 992 (2015)                     | 180                |
| Les Landes-Genusson       | 85119      | CC du Pays-de-Mortagne                            | 31,33            | 2 302 (2015)                      | 73                 |
| Mallièvre                 | 85134      | CC du Pays-de-Mortagne                            | 0,20             | 258 (2015)                        | 1 290              |
| La Meilleraie-Tillay      | 85140      | CC du Pays-de-Pouzauges                           | 20,13            | 1 539 (2015)                      | 76                 |
| Mesnard-la-Barotière      | 85144      | CC du Pays des Herbiers                           | 11,83            | 1 380 (2015)                      | 117                |
| Monsireigne               | 85145      | CC du Pays-de-Pouzauges                           | 20,50            | 972 (2015)                        | 47                 |
| Montaigu                  | 85146      | Terres-de-Montaigu                                | 3,06             | 5 149 (2014)                      | 1 683              |
| Montournais               | 85147      | CC du Pays-de-Pouzauges                           | 29,14            | 1 686 (2015)                      | 58                 |
| Mortagne-sur-Sèvre        | 85151      | CC du Pays-de-Mortagne                            | 21,94            | 5 964 (2015)                      | 272                |
| Mouchamps                 | 85153      | CC du Pays des Herbiers                           | 55,00            | 2 843 (2015)                      | 52                 |
| Pouzauges                 | 85182      | CC du Pays-de-Pouzauges                           | 36,65            | 5 525 (2015)                      | 151                |
| La Rabatelière            | 85186      | CC du Pays-de-Saint-Fulgent-les-Essarts           | 8,26             | 961 (2015)                        | 116                |
| Réaumur                   | 85187      | CC du Pays-de-Pouzauges                           | 22,09            | 818 (2015)                        | 37                 |
| Saint-André-Goule-d’Oie   | 85196      | CC du Pays-de-Saint-Fulgent-les-Essarts           | 20,19            | 1 804 (2015)                      | 89                 |
| Saint-Aubin-des-Ormeaux   | 85198      | CC du Pays-de-Mortagne                            | 12,63            | 1 346 (2015)                      | 107                |
| Saint-Mars-la-Réorthe     | 85242      | CC du Pays des Herbiers                           | 9,28             | 958 (2015)                        | 103                |
| Saint-Fulgent             | 85215      | CC du Pays-de-Saint-Fulgent-les-Essarts           | 36,82            | 3 787 (2015)                      | 103                |
| Saint-Georges-de-Montaigu | 85217      | Terres-de-Montaigu                                | 34,02            | 4 217 (2014)                      | 124                |
| Saint-Hilaire-de-Loulay   | 85224      | Terres-de-Montaigu                                | 41,12            | 4 453 (2014)                      | 108                |
| Saint-Laurent-sur-Sèvre   | 85238      | CC du Pays-de-Mortagne                            | 15,79            | 3 607 (2015)                      | 228                |
| Saint-Malô-du-Bois        | 85240      | CC du Pays-de-Mortagne                            | 14,28            | 1 586 (2015)                      | 111                |
| Saint-Martin-des-Tilleuls | 85247      | CC du Pays-de-Mortagne                            | 14,03            | 1 052 (2015)                      | 75                 |
| Saint-Mesmin              | 85254      | CC du Pays-de-Pouzauges                           | 26,28            | 1 752 (2015)                      | 67                 |
| Sèvremont                 | 85090      | CC du Pays-de-Pouzauges                           | 88,64            | 6 470 (2015)                      | 73                 |
| Saint-Paul-en-Pareds      | 85259      | CC du Pays des Herbiers                           | 12,32            | 1 337 (2015)                      | 109                |
| Tallud-Sainte-Gemme       | 85287      | CC du Pays-de-Pouzauges                           | 18,57            | 477 (2015)                        | 26                 |
| Tiffauges                 | 85293      | CC du Pays-de-Mortagne                            | 9,92             | 1 605 (2015)                      | 162                |
| Treize-Septiers           | 85295      | CA Terres de Montaigu, communauté d'agglomération | 21,84            | 3 096 (2014)                      | 142                |
| Treize-Vents              | 85296      | CC du Pays-de-Mortagne                            | 19,12            | 1 263 (2015)                      | 66                 |
| Vendrennes                | 85301      | CC du Pays des Herbiers                           | 16,92            | 1 672 (2015)                      | 99                 |
| La Verrie                 | 85302      | Pays-de-Mortagne                                  | 43,19            | 3 967 (2015)                      | 92                 |

## Historique des députations
| Législature | Début de mandat | Fin de mandat  | Député                  | Parti politique         | Observations |
| ----------- | --------------- | -------------- | ----------------------- | ----------------------- | --- |
| Ire         | 9 décembre 1958 | 9 octobre 1962 | Antoine Guitton         | CNIP                    | Mandat écourté à la suite d'une dissolution parlementaire décidée par Charles de Gaulle. |
| IIe         | 6 décembre 1962 | 2 avril 1967   | Vincent Ansquer         | UNR                     | |
| IIIe        | 3 avril 1967    | 30 mai 1968    | Vincent Ansquer         | UDR                     | Mandat écourté à la suite d'une dissolution parlementaire décidée par Charles de Gaulle. |
| IVe         | 11 juillet 1968 | 1er avril 1973 | Vincent Ansquer         | UDR                     | |
| Ve          | 2 avril 1973    | 2 avril 1978   | Vincent Ansquer         | UDR                     | Remplacé à partir du 29 juin 1974 par Léon Darnis (UDR) à la suite de sa nomination au gouvernement.                                                                                              |
| VIe         | 3 avril 1978    | 22 mai 1981    | Vincent Ansquer         | RPR                     | Mandat écourté à la suite d'une dissolution parlementaire décidée par François Mitterrand. |
| VIIe        | 2 juillet 1981  | 1er avril 1986 | Vincent Ansquer         | RPR                     | |
| VIIIe       | 2 avril 1986    | 14 mai 1988    | Aucun                   | Aucun                   | Proportionnelle par département, pas de député par circonscription. Mandat écourté à la suite d'une dissolution parlementaire décidée par François Mitterrand.                                    |
| IXe         | 23 juin 1988    | 1er avril 1993 | Philippe de Villiers    | UDF                     | |
| Xe          | 2 avril 1993    | 21 avril 1997  | Philippe de Villiers    | UDF                     | Démissionne le 24 octobre 1994. Bruno Retailleau est élu le 26 novembre 1994 lors d'une élection partielle. Mandat écourté à la suite d'une dissolution parlementaire décidée par Jacques Chirac. |
| XIe         | 12 juin 1997    | 18 juin 2002   | Philippe de Villiers    | LDI                     | |
| XIIe        | 19 juin 2002    | 19 juin 2007   | Philippe de Villiers    | MPF                     | Démissionne le 19 juillet 2004 pour siéger au Parlement européen. Véronique Besse (MPF) est élue le 23 janvier 2005 lors d'une élection partielle.                                                |
| XIIIe       | 20 juin 2007    | 19 juin 2012   | Véronique Besse         | MPF                     | |
| XIVe        | 20 juin 2012    | 20 juin 2017   | Véronique Besse         | MPF                     | |
| XVe         | 21 juin 2017    | 21 juin 2022   | Martine Leguille-Balloy | La République en marche | |
| XVIe        | 22 juin 2022    | 9 juin 2024    | Véronique Besse         | DVD                     | Mandat écourté à la suite d'une dissolution parlementaire décidée par Emmanuel Macron. |
| XVIIe       | 8 juillet 2024  | En cours       | Véronique Besse         | DVD                     | |

## Historique des élections

### Élections de 1958
|                | Antoine Guitton élu | CNIP           | 41 020 | 82,37  |  |  |  |
|                | Alexis Garreau      | UFF            | 6 426  | 12,9   |  |  |  |
|                | Louis Le Viquel     | PCF            | 2 356  | 4,73   |  |  |  |
|                |                     |                |        |        |  |  |  |
| Inscrits       | Inscrits            | Inscrits       | 63 862 | 100,00 |  |  |  |
| Abstentions    | Abstentions         | Abstentions    | 9 243  | 14,47  |  |  |  |
| Votants        | Votants             | Votants        | 54 619 | 85,53  |  |  |  |
| Blancs et nuls | Blancs et nuls      | Blancs et nuls | 4 817  | 8,82   |  |  |  |
| Exprimés       | Exprimés            | Exprimés       | 49 802 | 91,18  |  |  |  |

### Élections de 1962
| Candidat       | Candidat                | Parti          | Premier tour | Premier tour | Second tour | Second tour |  |
| Candidat       | Candidat                | Parti          | Voix         | %            | Voix        | %           |  |
| -------------- | ----------------------- | -------------- | ------------ | ------------ | ----------- | ----------- |  |
|                | Vincent Ansquer élu     | UNR-UDT        | 22 237       | 45,92        | 33 794      | 100,00      |  |
|                | Raymond Dronneau        | MRP            | 12 803       | 26,44        | Retrait     | Retrait     |  |
|                | Antoine Guitton sortant | CNIP           | 10 333       | 21,34        | Retrait     | Retrait     |  |
|                | Jean Miquel             | PCF            | 1 965        | 4,06         |             |             |  |
|                | Alexis Garreau          | UFF            | 1 091        | 2,25         |             |             |  |
|                |                         |                |              |              |             |             |  |
| Inscrits       | Inscrits                | Inscrits       | 63 281       | 100,00       | 63 273      | 100,00      |  |
| Abstentions    | Abstentions             | Abstentions    | 12 511       | 19,77        | 24 537      | 38,78       |  |
| Votants        | Votants                 | Votants        | 50 770       | 80,23        | 38 736      | 61,22       |  |
| Blancs et nuls | Blancs et nuls          | Blancs et nuls | 2 341        | 4,61         | 4 942       | 12,76       |  |
| Exprimés       | Exprimés                | Exprimés       | 48 429       | 95,39        | 33 794      | 87,24       |  |

Le suppléant de Vincent Ansquer était Nello Cellerosi, agriculteur aux Sables-d'Olonne.

### Élections de 1967
|                | Vincent Ansquer sortant réélu | UD-Ve          | 33 982 | 62,79  |  |  |  |
|                | Raymond Dronneau              | CD (PDM)       | 15 815 | 29,22  |  |  |  |
|                | Marcel Guintard               | PCF            | 4 325  | 7,99   |  |  |  |
|                |                               |                |        |        |  |  |  |
| Inscrits       | Inscrits                      | Inscrits       | 62 154 | 100,00 |  |  |  |
| Abstentions    | Abstentions                   | Abstentions    | 6 345  | 10,21  |  |  |  |
| Votants        | Votants                       | Votants        | 55 809 | 89,79  |  |  |  |
| Blancs et nuls | Blancs et nuls                | Blancs et nuls | 1 687  | 3,02   |  |  |  |
| Exprimés       | Exprimés                      | Exprimés       | 54 122 | 96,98  |  |  |  |

Le suppléant de Vincent Ansquer était Léon Darnis, docteur vétérinaire, conseiller municipal du Poiré-sur-Vie.

### Élections de 1968
|                | Vincent Ansquer sortant réélu | UDR (URP)      | 46 500 | 86,49  |  |  |  |
|                | Michel Guffroy                | FGDS (CIR)     | 4 811  | 8,95   |  |  |  |
|                | Marcel Guintard               | PCF            | 2 451  | 4,56   |  |  |  |
|                |                               |                |        |        |  |  |  |
| Inscrits       | Inscrits                      | Inscrits       | 63 251 | 100,00 |  |  |  |
| Abstentions    | Abstentions                   | Abstentions    | 7 357  | 11,63  |  |  |  |
| Votants        | Votants                       | Votants        | 55 894 | 88,37  |  |  |  |
| Blancs et nuls | Blancs et nuls                | Blancs et nuls | 2 132  | 3,81   |  |  |  |
| Exprimés       | Exprimés                      | Exprimés       | 53 762 | 96,19  |  |  |  |

Le suppléant de Vincent Ansquer était Léon Darnis.

### Élections de 1973
|                | Vincent Ansquer sortant réélu | UDR (URP)      | 44 721 | 75,55  |  |  |  |
|                | Daniel Pérault                | PS (UGSD)      | 6 096  | 10,3   |  |  |  |
|                | Yves Mazelpeux                | MDSF (MR)      | 5 887  | 9,95   |  |  |  |
|                | Eugène Balanger               | PCF            | 2 487  | 4,2    |  |  |  |
|                |                               |                |        |        |  |  |  |
| Inscrits       | Inscrits                      | Inscrits       | 68 127 | 100,00 |  |  |  |
| Abstentions    | Abstentions                   | Abstentions    | 7 379  | 10,83  |  |  |  |
| Votants        | Votants                       | Votants        | 60 748 | 89,17  |  |  |  |
| Blancs et nuls | Blancs et nuls                | Blancs et nuls | 1 557  | 2,56   |  |  |  |
| Exprimés       | Exprimés                      | Exprimés       | 59 191 | 97,44  |  |  |  |

Le suppléant de Vincent Ansquer était Léon Darnis. Léon Darnis remplaça Vincent Ansquer, nommé membre du gouvernement, du 29 juin 1974 au 2 avril 1978.

### Élections de 1978
|                | Vincent Ansquer sortant réélu | RPR            | 44 339 | 61,97  |  |  |  |
|                | Jean-Pierre Martin            | PS             | 10 530 | 14,72  |  |  |  |
|                | Jean Bonnet                   | UDF            | 5 889  | 8,23   |  |  |  |
|                | Madeleine Lelièvre            | Divers droite  | 5 007  | 7      |  |  |  |
|                | Eugène Balanger               | PCF            | 3 638  | 5,08   |  |  |  |
|                | Alain Mot                     | LO             | 2 145  | 3      |  |  |  |
|                |                               |                |        |        |  |  |  |
| Inscrits       | Inscrits                      | Inscrits       | 81 636 | 100,00 |  |  |  |
| Abstentions    | Abstentions                   | Abstentions    | 8 341  | 10,22  |  |  |  |
| Votants        | Votants                       | Votants        | 73 295 | 89,78  |  |  |  |
| Blancs et nuls | Blancs et nuls                | Blancs et nuls | 1 747  | 2,38   |  |  |  |
| Exprimés       | Exprimés                      | Exprimés       | 71 548 | 97,62  |  |  |  |

Le suppléant de Vincent Ansquer était Léon Darnis.

### Élections de 1981
|                | Vincent Ansquer sortant réélu | RPR (UNM)      | 44 928 | 70,68  |  |  |  |
|                | Jean-Pierre Martin            | PS             | 15 068 | 23,70  |  |  |  |
|                | Gérard Lhériteau              | PSU            | 1 839  | 2,89   |  |  |  |
|                | Jean Guilloton                | PCF            | 1 728  | 2,72   |  |  |  |
|                |                               |                |        |        |  |  |  |
| Inscrits       | Inscrits                      | Inscrits       | 85 845 | 100,00 |  |  |  |
| Abstentions    | Abstentions                   | Abstentions    | 20 807 | 24,24  |  |  |  |
| Votants        | Votants                       | Votants        | 65 038 | 75,76  |  |  |  |
| Blancs et nuls | Blancs et nuls                | Blancs et nuls | 1 475  | 2,27   |  |  |  |
| Exprimés       | Exprimés                      | Exprimés       | 63 563 | 97,73  |  |  |  |

Le suppléant de Vincent Ansquer était Jacques de Villiers, conseiller général DVD du canton des Essarts, maire de Boulogne.

### Élections de 1988
|                | Philippe de Villiers sortant réélu | UDF (PR) (URC) | 38 853 | 74,57  |  |  |  |
|                | Claudette Adam                     | PS             | 10 456 | 20,07  |  |  |  |
|                | Jacques Buchet                     | FN             | 1 764  | 3,39   |  |  |  |
|                | Albert Deau                        | PCF            | 1 032  | 1,98   |  |  |  |
|                |                                    |                |        |        |  |  |  |
| Inscrits       | Inscrits                           | Inscrits       | 72 322 | 100,00 |  |  |  |
| Abstentions    | Abstentions                        | Abstentions    | 18 977 | 26,24  |  |  |  |
| Votants        | Votants                            | Votants        | 53 345 | 73,76  |  |  |  |
| Blancs et nuls | Blancs et nuls                     | Blancs et nuls | 1 240  | 2,32   |  |  |  |
| Exprimés       | Exprimés                           | Exprimés       | 52 105 | 97,68  |  |  |  |

Le suppléant de Philippe de Villiers était Bruno Retailleau.

### Élections de 1993
|                | Philippe de Villiers sortant réélu | UDF (PR)                   | 37 473 | 65,99  |  |  |  |
|                | Danielle Laumont                   | Les Verts (EÉ)             | 4 464  | 7,86   |  |  |  |
|                | Jean Burneleau                     | Divers gauche (Maj. prés.) | 3 558  | 6,27   |  |  |  |
|                | Madeleine Lelièvre                 | Divers droite              | 3 503  | 6,17   |  |  |  |
|                | Sylvie Soudet                      | FN                         | 3 251  | 5,73   |  |  |  |
|                | Daniel Houres                      | MRG (ADFP)                 | 1 945  | 3,43   |  |  |  |
|                | Gérard Cohergne                    | LT-LNÉ                     | 1 591  | 2,8    |  |  |  |
|                | Albert Deau                        | PCF                        | 686    | 1,21   |  |  |  |
|                | Luc de Demay Goustine              | Extrême droite             | 312    | 0,55   |  |  |  |
|                |                                    |                            |        |        |  |  |  |
| Inscrits       | Inscrits                           | Inscrits                   | 76 402 | 100,00 |  |  |  |
| Abstentions    | Abstentions                        | Abstentions                | 16 055 | 21,01  |  |  |  |
| Votants        | Votants                            | Votants                    | 60 347 | 78,99  |  |  |  |
| Blancs et nuls | Blancs et nuls                     | Blancs et nuls             | 3 564  | 5,91   |  |  |  |
| Exprimés       | Exprimés                           | Exprimés                   | 56 783 | 94,09  |  |  |  |

Le suppléant de Philippe de Villiers était Bruno Retailleau.

### Élection partielle de 1994
Organisée à la suite de la démission de Philippe de Villiers, élu député au Parlement européen, le 24 octobre 1994.
|                                 | Bruno Retailleau élu | MPF            | 25 319 | 67,46  |  |  |  |
|                                 | Jean-Louis Berland   | PS             | 4 564  | 12,16  |  |  |  |
|                                 | Jean-Pierre Leloup   | UDF (CDS)      | 2 572  | 6,85   |  |  |  |
|                                 | Philippe Boursier    | Les Verts      | 1 979  | 5,27   |  |  |  |
|                                 | Christian Proust     | FN             | 1 818  | 4,84   |  |  |  |
|                                 | Magali Burgaud       | PCF            | 812    | 2,16   |  |  |  |
|                                 | Jean-Claude Grissot  | MRG            | 303    | 0,80   |  |  |  |
|                                 | Claude Karsenti      | Divers (AD)    | 160    | 0,42   |  |  |  |
|                                 |                      |                |        |        |  |  |  |
| Inscrits                        | Inscrits             | Inscrits       | 77 297 | 100,00 |  |  |  |
| Abstentions                     | Abstentions          | Abstentions    | 37 568 | 48,6   |  |  |  |
| Votants                         | Votants              | Votants        | 39 729 | 51,4   |  |  |  |
| Blancs et nuls                  | Blancs et nuls       | Blancs et nuls | 2 000  | 5,03   |  |  |  |
| Exprimés                        | Exprimés             | Exprimés       | 37 729 | 94,97  |  |  |  |
| Source : Le Monde, Ouest-France |                      |                |        |        |  |  |  |

Le suppléant de Philippe de Villiers était Bruno Retailleau.

### Élections de 1997
| Candidat       | Candidat                 | Parti          | Premier tour | Premier tour | Second tour | Second tour |  |
| Candidat       | Candidat                 | Parti          | Voix         | %            | Voix        | %           |  |
| -------------- | ------------------------ | -------------- | ------------ | ------------ | ----------- | ----------- |  |
|                | Philippe de Villiers élu | LDI (MPF)      | 26 560       | 47,44        | 36 931      | 68,35       |  |
|                | Philippe Boursier        | Les Verts (PS) | 11 525       | 20,59        | 17 103      | 31,65       |  |
|                | Marcel Albert            | RPR            | 10 465       | 18,69        |             |             |  |
|                | Christian Proust         | FN             | 3 852        | 6,88         |             |             |  |
|                | Madeleine Lelièvre       | Divers droite  | 1 806        | 3,23         |             |             |  |
|                | Magali Burgaud           | PCF            | 1 775        | 3,17         |             |             |  |
|                |                          |                |              |              |             |             |  |
| Inscrits       | Inscrits                 | Inscrits       | 78 829       | 100,00       | 78 825      | 100,00      |  |
| Abstentions    | Abstentions              | Abstentions    | 18 427       | 23,38        | 20 915      | 26,53       |  |
| Votants        | Votants                  | Votants        | 60 402       | 76,62        | 57 910      | 73,47       |  |
| Blancs et nuls | Blancs et nuls           | Blancs et nuls | 4 419        | 7,32         | 3 876       | 6,69        |  |
| Exprimés       | Exprimés                 | Exprimés       | 55 983       | 92,68        | 54 034      | 93,31       |  |

Le suppléant de Philippe de Villiers était Bruno Retailleau.

### Élections de 2002
|                | Philippe de Villiers sortant réélu | MPF                | 38 113 | 67,15  |  |  |  |
|                | Michelle Devanne                   | Divers gauche (PS) | 9 794  | 17,26  |  |  |  |
|                | Madeleine Lelièvre                 | Divers droite      | 2 664  | 4,69   |  |  |  |
|                | David Lelièvre                     | Divers écologiste  | 2 158  | 3,8    |  |  |  |
|                | Georges Kouskoff                   | FN                 | 1 767  | 3,11   |  |  |  |
|                | Michel Stambouli                   | LO                 | 844    | 1,49   |  |  |  |
|                | Patricia Retailleau                | PCF                | 775    | 1,37   |  |  |  |
|                | Christian Proust                   | MNR                | 639    | 1,13   |  |  |  |
|                |                                    |                    |        |        |  |  |  |
| Inscrits       | Inscrits                           | Inscrits           | 85 513 | 100,00 |  |  |  |
| Abstentions    | Abstentions                        | Abstentions        | 26 877 | 31,43  |  |  |  |
| Votants        | Votants                            | Votants            | 58 636 | 68,57  |  |  |  |
| Blancs et nuls | Blancs et nuls                     | Blancs et nuls     | 1 882  | 3,21   |  |  |  |
| Exprimés       | Exprimés                           | Exprimés           | 56 754 | 96,79  |  |  |  |

Le suppléant de Philippe de Villiers était Bruno Retailleau.

### Élection partielle de 2005
|                | Véronique Besse élue   | MPF            | 22 114 | 70,8   |  |  |  |
|                | Daniel Rondeau         | PS             | 5 824  | 18,65  |  |  |  |
|                | Yann Hélary            | Les Verts      | 1 884  | 6,03   |  |  |  |
|                | Patricia Retailleau    | PCF            | 755    | 2,42   |  |  |  |
|                | Jean-Marie Dieulangard | FN             | 656    | 2,1    |  |  |  |
|                |                        |                |        |        |  |  |  |
| Inscrits       | Inscrits               | Inscrits       | 86 921 | 100,00 |  |  |  |
| Abstentions    | Abstentions            | Abstentions    | 54 673 | 62,9   |  |  |  |
| Votants        | Votants                | Votants        | 32 248 | 37,1   |  |  |  |
| Blancs et nuls | Blancs et nuls         | Blancs et nuls | 1 015  | 3,15   |  |  |  |
| Exprimés       | Exprimés               | Exprimés       | 31 233 | 96,85  |  |  |  |

### Élections de 2007
|                | Véronique Besse sortante réélue | MPF (UMP)      | 34 458 | 60,96  |  |  |  |
|                | Jean-François Bolteau           | PS             | 9 269  | 16,4   |  |  |  |
|                | Arnold Schwerdorffer            | UDF–MoDem      | 6 137  | 10,86  |  |  |  |
|                | Patrick You                     | Les Verts      | 2 501  | 4,42   |  |  |  |
|                | Martine Aury                    | CPNT           | 1 062  | 1,88   |  |  |  |
|                | Jean-Marie Dieulangard          | FN             | 938    | 1,66   |  |  |  |
|                | Anita Barbarit                  | Divers         | 813    | 1,44   |  |  |  |
|                | Jean-Claude Chevallier          | PCF            | 762    | 1,35   |  |  |  |
|                | Michel Stambouli                | LO             | 585    | 1,03   |  |  |  |
|                |                                 |                |        |        |  |  |  |
| Inscrits       | Inscrits                        | Inscrits       | 90 924 | 100,00 |  |  |  |
| Abstentions    | Abstentions                     | Abstentions    | 32 680 | 35,94  |  |  |  |
| Votants        | Votants                         | Votants        | 58 244 | 64,06  |  |  |  |
| Blancs et nuls | Blancs et nuls                  | Blancs et nuls | 1 719  | 2,95   |  |  |  |
| Exprimés       | Exprimés                        | Exprimés       | 56 525 | 97,05  |  |  |  |

### Élections de 2012
|                    | Véronique Besse sortante réélue | MPF (UMP)      | 31 806 | 57,04  |  |  |  |
|                    | Maï Haeffelin                   | PS             | 14 248 | 25,55  |  |  |  |
|                    | Maryse Borie                    | FN             | 3 555  | 6,38   |  |  |  |
|                    | Christian Ricot                 | MoDem          | 2 253  | 4,04   |  |  |  |
|                    | Marie-Françoise Michenaud       | FG             | 1 630  | 2,92   |  |  |  |
|                    | Daniel Rondeau                  | EÉLV           | 1 245  | 2,23   |  |  |  |
|                    | Yann Denis                      | LT-LNÉ         | 422    | 0,76   |  |  |  |
|                    | Laurent Orgeas                  | AÉI            | 352    | 0,63   |  |  |  |
|                    | Michel Stambouli                | LO             | 245    | 0,44   |  |  |  |
|                    |                                 |                |        |        |  |  |  |
| Inscrits           | Inscrits                        | Inscrits       | 94 523 | 100,00 |  |  |  |
| Abstentions        | Abstentions                     | Abstentions    | 37 665 | 39,85  |  |  |  |
| Votants            | Votants                         | Votants        | 56 858 | 60,15  |  |  |  |
| Blancs et nuls     | Blancs et nuls                  | Blancs et nuls | 1 102  | 1,94   |  |  |  |
| Exprimés           | Exprimés                        | Exprimés       | 55 756 | 98,06  |  |  |  |
| Source : Data.gouv |                                 |                |        |        |  |  |  |

### Élections de 2017
Les élections législatives ont lieu les dimanches 11 et 18 juin 2017.
| Candidats                                                                  | Candidats                 | Étiquette  | 1er tour | 1er tour | 2d tour | 2d tour |
| Candidats                                                                  | Candidats                 | Étiquette  | Voix     | %        | Voix    | %       |
| -------------------------------------------------------------------------- | ------------------------- | ---------- | -------- | -------- | ------- | ------- |
|                                                                            | Martine Leguille-Balloy   | LREM       | 23 508   | 46,60    | 24 129  | 62,50   |
|                                                                            | Wilfrid Montassier        | UDI        | 14 005   | 27,76    | 14 475  | 37,50   |
|                                                                            | Anita Lavergne            | FI         | 4 197    | 8,32     |         |         |
|                                                                            | Denise Vicenté            | FN         | 3 678    | 7,29     |         |         |
|                                                                            | Claudine Goichon          | EELV       | 2 449    | 4,85     |         |         |
|                                                                            | Marie-Françoise Michenaud | PCF        | 1 123    | 2,23     |         |         |
|                                                                            | Caroline Rouillier        | PCD        | 728      | 1,44     |         |         |
|                                                                            | Claude Bour               | LO         | 409      | 0,81     |         |         |
|                                                                            | Tiphaine Perrier          | UPR        | 347      | 0,69     |         |         |
|                                                                            |                           |            |          |          |         |         |
| Inscrits                                                                   | Inscrits                  | Inscrits   | 97 894   | 100,00   | 97 892  | 100,00  |
| Abstention                                                                 | Abstention                | Abstention | 45 885   | 46,87    | 56 034  | 57,24   |
| Votants                                                                    | Votants                   | Votants    | 52 009   | 53,13    | 41 858  | 42,76   |
| Exprimés                                                                   | Exprimés                  | Exprimés   | 50 444   | 96,99    | 38 604  | 92,23   |
| Source : Ministère de l'Intérieur - Quatrième circonscription de la Vendée |                           |            |          |          |         |         |

### Élections de 2022
Les élections législatives ont lieu les dimanches 12 et 19 juin 2022.
| Résultats des élections législatives des 12 et 19 juin 2022 de la 4e circonscription de Vendée |                          |                          |              |              |             |             |
| Candidat                                                                                       | Candidat                 | Parti et coalition       | Premier tour | Premier tour | Second tour | Second tour |
| Candidat                                                                                       | Candidat                 | Parti et coalition       | Voix         | %            | Voix        | %           |
|                                                                                                | Véronique Besse          | DVD (UDC)                | 16 904       | 34,97        | 23 336      | 59,69       |
|                                                                                                | Martine Leguille-Balloy  | LREM (ENS)               | 10 531       | 21,78        | 15 761      | 40,31       |
|                                                                                                | Céline Sauvêtre          | PCF (NUPES)              | 8 498        | 17,58        |             |             |
|                                                                                                | Bruno Dalcantara         | RN                       | 5 218        | 10,79        |             |             |
|                                                                                                | Théodore Babarit         | V                        | 2 797        | 5,79         |             |             |
|                                                                                                | Denis Le Bars            | LREM diss.               | 2 300        | 4,76         |             |             |
|                                                                                                | Erick Marolleau          | LMR                      | 665          | 1,38         |             |             |
|                                                                                                | Amine Umlil              | DLF (UPF)                | 630          | 1,30         |             |             |
|                                                                                                | Virginie Fouquet         | SP (LRDP)                | 438          | 0,91         |             |             |
|                                                                                                | Claude Bour              | LO                       | 362          | 0,75         |             |             |
| Votes valides                                                                                  | Votes valides            | Votes valides            | 48 343       | 97,59        | 39 097      | 91,17       |
| Votes blancs                                                                                   | Votes blancs             | Votes blancs             | 853          | 1,72         | 2 898       | 41,76       |
| Votes nuls                                                                                     | Votes nuls               | Votes nuls               | 339          | 0,68         | 890         | 2,08        |
| Total                                                                                          | Total                    | Total                    | 49 535       | 100          | 42 885      | 100         |
| Abstention                                                                                     | Abstention               | Abstention               | 53 141       | 51,76        | 59 813      | 58,24       |
| Inscrits / participation                                                                       | Inscrits / participation | Inscrits / participation | 102 676      | 48,24        | 102 698     | 41,76       |

### Élections de 2024
| Résultats des élections législatives des 30 juin et 7 juillet 2024 de la 4e circonscription de la Vendée |                          |                                 |                          |              |              |             |             |
| Candidat                                                                                                 | Candidat                 | Parti et coalition              | Nuance                   | Premier tour | Premier tour | Second tour | Second tour |
| Candidat                                                                                                 | Candidat                 | Parti et coalition              | Nuance                   | Voix         | %            | Voix        | %           |
| | Véronique Besse          | apparenté Les Républicains      | DVD                      | 28 086       | 39,31        | 31 068      | 43,36       |
| | Jacques Proux            | Rassemblement national          | RN                       | 16 345       | 22,88        | 17 613      | 24,58       |
| | Ilias Nagnouhou          | Renaissance (ENS)               | ENS                      | 13 192       | 18,46        | 10 796      | 15,07       |
| | Julie Mariel-Godard      | Parti communiste français (NFP) | UG                       | 13 164       | 18,42        | 12 170      | 16,99       |
| | Claude Bour              | Lutte ouvrière                  | EXG                      | 666          | 0,93         |             |             |
| Votes valides                                                                                            | Votes valides            | Votes valides                   | Votes valides            | 71 453       | 97,31        | 71 647      | 97,97       |
| Votes blancs                                                                                             | Votes blancs             | Votes blancs                    | Votes blancs             | 1 442        | 1,96         | 1 108       | 1,52        |
| Votes nuls                                                                                               | Votes nuls               | Votes nuls                      | Votes nuls               | 533          | 0,73         | 375         | 0,51        |
| Total | Total                    | Total                           | Total                    | 73 428       | 100          | 73 130      | 100         |
| Abstention                                                                                               | Abstention               | Abstention                      | Abstention               | 31 289       | 29,88        | 31 599      | 30,17       |
| Inscrits / participation                                                                                 | Inscrits / participation | Inscrits / participation        | Inscrits / participation | 104 717      | 70,12        | 104 729     | 69,83       |